# Knight & Baby
ナイトアンドベイビー（Knight & Baby）は1998年9月23日にタムソフトから発売されたプレイステーション用RPG。
欧米では『Guardian's Crusade』として発売された。
2009年2月25日にはゲームアーカイブス対応ソフトとしてPS3とPSP向けに配信されている。価格は600円(税込)

## 概要
闘神伝シリーズやSIMPLEシリーズなどを下請けで手がけているタムソフト初めての自社ブランド作品。
騎士に憧れる少年ナイトとモンスターの赤ちゃんベイビーとの成長と交流を描いたフルポリゴンRPG。
CMに篠原ともえを起用したり、着ぐるみをTV番組に出演させるなど宣伝に力を入れていた。

## あらすじ
オラガ村に住む少年、ナイトと妖精のニーニーナ、は村長に頼まれキョキョロ村まで手紙を届けに行った。その帰り道、村の近くに落ちてきた謎の怪物、ピンクのモンスター"ベイビー"を連れた仙人に出会う。仙人はナイトに、幼いベイビーを託し、「大いなる悪意の目覚めるまえに、この子を母のもとへ届けよ」と言い姿を消して去っていく。突然の出来事にナイトはしかたなくベイビーを自分の家へ連れて帰ることとなる。そして一夜を過ごすと、早速次の朝にベイビーがいなくなってしまう。ナイトはニーニーナにせかされ行方不明のベイビーを探すために剣を取り、オラガ村をあとにする。

## 登場キャラクター
ナイト
物語の主人公。オラガ村に住む13歳の少年。ベイビーが村の近くに落ちてから、共に旅を始める。
ニーニーナ
妖精。記憶を失いさまよっているところをナイトに助けられ、ナイトと暮らしている。
ベイビー
ピンク色をした謎の生物。嵐の夜、コウノトリによってどこかへ運ばれる途中にオラガ村の近くに落ちてしまう。おやつをあげたり、おつかいに出すことができる。また、敵の容姿に変身することも可能。
カーマイン
「カカマンギ族」の末裔。邪神ジザンを復活させようとしている。
ダークビート
カーマインと同じ、カカマンギの血を引く少年。幼いころ、カーマインに従事していたが破壊主義へ傾倒するカーマインに反して決別。その際妹をケダモノに変えられてしまう。アルテマ教団という新興宗教の団体から離れて旅を続ける、大ぶりの刀を背負った剣士。村の子どもたちからの信頼が厚い。
イブキ
ダークビートの妹。ドラゴンのような容姿に変えられてしまった。1000万度の炎を吐く。

## リビングトイズ
リビングトイズとは、遥かなる昔に子どもを悪鬼から守るため、天才科学者ゼペット博士の手によって作られたゼンマイ仕掛けの人形。世界中に100種類あると言われ、それぞれが個性的な性格を持ち、会話をする。戦闘の際に攻撃などを手助けしてくれる（どちらかというとロボットに近い）おもちゃである。「攻撃型」、「防御型」、「補助型」などに分けられ、いたるところで手に入れることができる。

## 関連商品

### 書籍
- ナイト&ベイビー公式パーフェクトガイドブック（集英社）ISBN 978-4-08-779004-7
- ナイト&ベイビーだいぼうけんの本（講談社）ISBN 978-4-06-343134-6
- ナイト&ベイビー完全攻略ガイドブック（NTT出版）ISBN 978-4-7571-8020-8